# Idioma nduke
Nduke (duke, pronunciado N- doo -kay) es una lengua oceánica que ahora hablan unas 3.000 personas en la isla Kolombangara, Islas Salomón. Nduke es un nombre exonímico (no utilizado por los propios hablantes). Los nombres endonímicos (utilizados por los propios hablantes) son Dughore (Ndughore) y Kolei. Dughore es también el nombre de un área en el suroeste de Kolombangara, Kolei es el término de dirección bilateral general específico de Nduke. Un nombre alternativo más reciente es "Kolombangara" (por el nombre de la isla).

## Lingüística social
La historia oral en Dughore relata que el noroeste, noreste y sureste de Kolombangara tenían sus propias lenguas, que se extinguieron cuando la gente de esas zonas fue aniquilada en una guerra que probablemente ocurrió a principios del siglo XIX. La gente del suroeste construyó una serie de fortalezas en las colinas y sobrevivió. Al comienzo del período colonial (alrededor de 1900), Nduke tenía alrededor de 250 hablantes, todos concentrados en el suroeste.
El intercambio entre islas con las áreas lingüísticas insulares vecinas de Vella Lavella, Simbo y Roviana fue fuerte a finales del siglo XIX, lo que posiblemente condujo a cierto préstamo de lenguas, aunque el matrimonio seguía siendo en gran medida endogamico en ese momento. A principios del siglo XX, el dominio colonial instituyó a Roviana como lengua franca, y la Iglesia Adventista del Séptimo Día, que fue ampliamente adoptada en Kolombangara, utilizó materiales bíblicos escritos en Marovo. A mediados del siglo XX, los matrimonios con Marovo se hicieron numerosos y muchos hogares son bilingües Nduke-Marovo. Roviana, aunque dejó de ser una lengua franca regional en la década de 1960, todavía es ampliamente comprendida por los hablantes de Nduke. En el siglo XX se han tomado préstamos de Roviana y Marovo en pequeña medida.
Desde la década de 1960 en adelante, se han celebrado muchos matrimonios en todo el territorio de las Islas Salomón, lo que ha dado lugar a comunidades de idiomas mixtos, al mismo tiempo que el Pidgin salomonense ha adquirido prominencia como idioma nacional. Como resultado, el Pidgin salomonense es un idioma doméstico ampliamente utilizado en Kolombangara, que en algunas familias ha reemplazado casi por completo al nduke. Además, la reorientación de la economía lejos del estilo de vida tradicional oceánico ha conducido a una menor dependencia del conocimiento ecológico tradicional y de la tecnología tradicional, de modo que muchos términos especializados se han olvidado en gran medida. La riqueza léxica de la lengua es ahora notablemente menor entre los hablantes menores de 40 años. Ethnologue califica el idioma como "vigoroso".

## Ortografía
La ortografía se refiere al sistema de ortografía utilizado para escribir palabras. El alfabeto Nduke se basa en el alfabeto latino. La primera ortografía sistemática fue utilizada por AM Hocart en 1908 para documentar una lista de palabras nduke y notas de campo antropológicas nduke. Estas fuentes nunca fueron publicadas y no formaron la base para ortografías posteriores. Surgieron dos ortografías variantes en el uso local, basadas en la utilizada por la misión metodista de Roviana y la utilizada por la misión adventista del séptimo día en Marovo. Estas misiones llegaron a Nduke en 1917 y 1919 respectivamente. Trabajos léxicos recientes sobre Nduke han utilizado una combinación de estas dos ortografías para evitar ambigüedades.
| IPA       | a | mb | nd | e | ɣ  | h | i | k | l | m | n | ŋ  | ŋg  | o | p | r | s | t | u | β | z |
| --------- | - | -- | -- | - | -- | - | - | - | - | - | - | -- | --- | - | - | - | - | - | - | - | - |
| Hocart    | a | mb | nd | e | gh | h | i | k | l | m | n | ng | ngg | o | p | r | s | t | u | v | z |
| SDA       | a | b  | d  | e | gh | h | i | k | l | m | n | ng | g   | o | p | r | s | t | u | v | z |
| metodista | a | b  | d  | e | g  | h | i | k | l | m | n | n  | q   | o | p | r | s | t | u | v | z |
| Compuesto | a | b  | d  | e | gh | h | i | k | l | m | n | ng | q   | o | p | r | s | t | u | v | z |

Hay cinco diptongos: /ei/, /ai/, /ae/, /au/, y /oi/

## Pronombres y posesivos
La serie de pronombres es típicamente oceánica. Además de los formularios básicos tabulados a continuación, existen formularios duales y de prueba.
|             |             | singular | plural |
| ----------- | ----------- | -------- | ------ |
| 1.ª persona | exclusivo   | rai      | ghami  |
| 1.ª persona | inclusivo   |          | ghita  |
| 2.ª persona | 2.ª persona | ghoi     | ghamu  |
| 3.ª persona | 3.ª persona | aia      | ria    |

La posesión se puede marcar gramaticalmente de dos maneras.  Se pueden utilizar partículas posesivas prepuestas. La posesión "inalienable", como en el caso de partes del cuerpo, parientes o características inherentes, puede estar marcada por sufijos posesivos.
|             |             | singular  | singular | plural | plural |
| prepuesto   | sufijo      | prepuesto | sufijo   |        |        |
| ----------- | ----------- | --------- | -------- | ------ | ------ |
| 1.ª persona | exclusivo   | qu        | -qu      | -ma    |        |
| 1.ª persona | inclusivo   | qu        | -qu      | noda   | -da    |
| 2.ª persona | 2.ª persona | mu        | -mu      | mi     | -mi    |
| 3.ª persona | 3.ª persona | nona      | -na      | di     | -di    |

El Nduke moderno tiende a alejarse del uso de estas series posesivas en favor del marcador posesivo general ta, como en mata ta rai ('mi ojo').

## Documentación
Palmer 2005 ha señalado las fuentes de documentación del idioma nduke. Las notas gramaticales anteriores provienen de Scales 1997. Las listas de palabras incluyen Hocart 1908, Tryon y Hackman 1983, y una lista de palabras en línea basada sobre Tryon y Hackman. Actualmente se están realizando trabajos de traducción léxica y bíblica.